# Ai Kobayashi
Ai Kobayashi (小林愛, Kobayashi Ai) (Adachi, 25 mei 1973) is een Japanse seiyu (stemactrice).

## Filmografie (selectie)

### Televisie
- Meitantei Conan of Detective Conan (1999) - stem
- Overman King-Gainer (2002) - Sarah
- Kino no tabi of Kino's Journey (2003) - Nimya
- InuYasha (2003-2004) - stem
- Ergo Proxy (2006) - stem
- Mushi-Shi (2006) - stem
- InuYasha: Kanketsu-hen of InuYasha: The Final Act (2009) - stemmen
- Mushishi Tokubetsu-hen: Hihamukage of Mushi-Shi: The Shadow That Devours the Sun (tv-film, 2014) - Tanyuu

### Film
- Cowboy Bebop (2001) - stem
- Turn a Gundam I: Chikyu Ko of Turn a Gundam: Earth Light (2002) - stem
- Turn a Gundam II: Gekko Cho of Turn a Gundam: Moonlight Butterfly (2002) - stem
- Appurushido of Appleseed (2004) - stem
- Appurushido: Ekusu makina of Appleseed: Ex Machina (2007) - stem

### Computerspel
- Metroid: Other M (2010) - stem van Samus Aran